# Histoires juives
Histoires juives est un tableau réalisé par le peintre français Henri Matisse en 1924, durant sa période niçoise. Cette huile sur toile est une nature morte qui représente le dessus d'une table à la nappe décorée devant un paravent qui l'est tout autant. On y voit une aiguière en cuivre ou en laiton, un compotier contenant quelques fruits, un vase de fleurs de différentes couleurs et surtout cinq livres dont les titres sont seulement partiellement lisibles. La peinture doit le sien a celui qui l'est le plus, Histoires juives, l'intitulé d'une anthologie de blagues représentatives de l'humour juif publiée par un certain Raymond Geiger la même année que Matisse signe son œuvre. Celle-ci est conservée depuis 1967 au Philadelphia Museum of Art, à Philadelphie, en Pennsylvanie, aux États-Unis.